# Migdałek przynagłośniowy
Migdałek przynagłośniowy (łac. tonsilla paraepiglottica) – jeden z migdałków tworzących pierścień chłonny Waldeyera.
Narząd ten spotykany jest tylko u niektórych taksonów.
Migdałki przynagłośniowe u owcy czy też kozy zaliczają się do migdałków mieszkowych. Jest on u nich mniejszy niż u świni. To ostatnie zwierzę dysponuje całym zespołem mieszków tworzących migdałek przynagłośniowy leżący u podstawy nagłośni, w zagłębieniu błony śluzowej. U bydła czy konia w ogóle takiego migdałka nie ma. Podobnie nie występuje on u psa, w przeciwieństwie do kota.